# 노무라 켄지
노무라 켄지(일본어: 乃村 健次 のむら けんじ[*], 1970년 7월 23일 ~ )는 일본의 남자 성우이다. 아오니 프로덕션 소속.

## 출연작품

### TV 애니메이션
1997년
- VIRUS -VIRUS BUSTER SERGE-(가드맨, 경비원 1)
- 김전일 소년의 사건부 (1997년 - 2000년, 토시로 후나키, 와카오지 미키히코)
- 검풍전기 베르세르크(1997년 - 1998년 흑양부장, 친위대장)
- HARELUYA II BØY (야마시타, 술래, 식당 주인 외)
- 꿈의 크레용 왕국 (카멜레온)
- 도라에몽 (TV 아사히판 제1작)

1998년
- 신비의 세계 엘하자드(나르시스 2세)
- 오자루마루(카레집 주인)
- SHADOW SKILL(기스, 남자 B, 사공, 아머 대장)
- Serial experiments lain(눈)
- DT 에이트론 (섬의 남자)
- 트라이건 (테일즈 외)
- 비밀의 아코짱 (제3작)(곤타,스폰서)
- 마스터 키튼(신부)
- LEGEND OF BASARA(마을 사람, 붉은 군·병사, 사자 외)

1999년
- 지금, 거기에 있는 나(1999년 - 2000년, 교관, 병사, 마을사람, 병사)
- 에덴즈 보위(가로와)
- 꼬마마녀 도레미 (1999년 - 2002년, 하즈키 아빠, 오지데 외) - 4시리즈
- 턴에이 건담(친위대 대원 A)
- 디지몬 어드벤처 (나니몬)
- 마장기신 사이버스터(이자키)

2000년
- 츠키카게 란
- 은장기공 오디안(오토)
- 스트레인지 던(마을사람)
- 난다 난다 니얀다 (오카메 대왕)

### 극장판 애니메이션
2020년
- 벰 : 비컴 휴먼(우즈)